# TIPC
TIPC (anglicky Transparent Inter-process Communication, doslova transparentní meziprocesová komunikace) je síťový protokol navržený pro meziprocesovou komunikaci v rámci počítačového clusteru.
Operační systém Linux jej podporuje přímo ve svém jádře od verze 2.6.16 vydané v březnu 2006. Dále existuje podpora pro operační systémy VxWorks a Solaris.
Protokol vyvinul v letech 1996–2005 Jon Paul Maloy ve společnosti Ericsson, a to pro použití v telekomunikačních aplikacích.